# Clinton (Missouri)
Clinton ist eine City in Henry County im US-Bundesstaat Missouri. Das U.S. Census Bureau hat bei der Volkszählung 2020 eine Einwohnerzahl von 9174 auf einer Fläche von 24 km² ermittelt.
Clinton liegt am westlichen Ende des Katy Trail, einem 225 Meilen langen Nationalpark, der von den Radfahrern, Läufern und Reitern genutzt wird. Der Park wurde auf dem Weg der alten Missouri-Kansas-Texas-Railroad errichtet, die zwischen Clinton und Sedalia fuhr und 1989 außer Betrieb ging. Die alte Katy Trail von Clinton nach Nevada Süd fährt allerdings noch. Die Stadt liegt nahe dem Truman Lake, der für seine Möglichkeit zum Bootfahren, Fischen und Campen bekannt ist.
Das Bensen Center ist eine große, moderne Versammlungshalle. 2006 eröffnete ein großer Hallenbadkomplex.
Am 26. Juni 2006 stürzte im historischen Stadtkern ein Gebäude ein, in dem zu dieser Zeit ein Verein tagte. Eine Person starb, neun weitere mussten aus dem Schutt gezogen werden.

## Söhne und Töchter der Stadt
- Blake-More Godwin (1894–1975), Kunsthistoriker
- Mike Parson (* 1955), Politiker, Gouverneur des Bundesstaats Missouri
- Virgil Hill (* 1964), Boxer